# Tass Times in Tonetown
Tass Times in Tonetown ist ein Hybrid aus Text- und Grafikadventure, das 1986 vom US-Entwicklungsstudio Interplay produziert und vom Publisher Activision für diverse PCs und Heimcomputer veröffentlicht wurde. Das Spiel war eines der ersten Adventures, das auf eine grafische Bedienoberfläche setzte.

## Handlung
Der Spieler übernimmt die Rolle eines Jungen, dessen Großvater Gramps ein Gerät erfunden hat, das seine Träume in einer Parallelwelt Realität werden lässt. Einem Wesen aus dieser Parallelwelt, Franklin Snarl, gelingt die Reise durch das Gerät in die reale Welt, von wo er Gramps in seine Welt entführt. Dort versetzt er den Großvater in einen dauerhaften Schlaf, um so seine eigene Existenz zu sichern, indem er Gramps dauerhaft träumen lässt. Zu Beginn des Spiels befindet sich der Spieler in der Wohnung seines Großvaters auf der Suche nach demselben, wo er versehentlich die Erfindung des Verschwundenen, deren hervorstechendstes Merkmal ein großer, senkrecht montierter, reifenähnlicher Metallkreis ist, aktiviert. Spot, der Hund des Spielers, springt durch den Metallkreis und verschwindet so in die Parallelwelt; der Spieler reist ihm hinterher. Er landet in der Stadt Tonetown, in der sein Hund Spot sprechen kann, den Namen „Ennio the Legend“ trägt, als Redakteur der Tageszeitung Tonetown Times tätig ist und den Spieler in die bizarre Parallelwelt, in der Plektren die gültige Währung darstellen, einführt. Es stellt sich heraus, dass Gramps von Snarl in einem entlegenen Turm gefangen gehalten wird. Der Spieler befreit ihn und begibt sich mit Gramps und Ennio zu Snarls Anwesen, wo die drei Snarl gemeinsam besiegen, indem sie ihn durch Gramps Maschine in die „richtige“ Welt teleportieren.

## Spielprinzip und Technik
Tass Times in Tonetown ist ein Textadventure, das heißt, Umgebung und Geschehnisse werden als Bildschirmtext ausgegeben und die Visualisierung obliegt zum größten Teil der Fantasie des Spielers. Im Gegensatz zu klassischen Textadventures, die über keinerlei grafische Ausschmückung verfügen, wartet Tass Times in Tonetown mit einem Bild der jeweiligen Umgebung sowie einem Point-and-Click-Interface auf, mit dem sich einfache Kommandos mit der Maus bzw. dem Joystick erstellen lassen. Für komplexe Steuerungsbefehle muss der Spieler allerdings auch weiterhin auf den Textparser zurückgreifen. Der Bildschirm ist in vier Bereiche unterteilt. Das linke obere Viertel ist für Bilder der Umgebung reserviert, die teilweise animiert sind, im oberen rechten Viertel befinden sich die Icons, die die Befehle zur Handlungssteuerung symbolisieren. Objekte im Bild können zur Handlungssteuerung angeklickt werden. Im unteren Drittel wird das Spielgeschehen in Textform dargestellt; dort kann der Spieler auch Befehle von Hand eingeben. Zwischen den Bereichen befindet sich eine grafische Darstellung des Inventars des Spielers; alles, was er bei sich trägt und auf die Spielwelt anwenden kann, wird in Piktogrammform dargestellt.

## Produktionsnotizen
Tass Times in Tonetown ist das vierte und letzte Adventure von Interplay, für das Brian Fargo als Produzent verantwortlich war. Fargo hatte Interplay 1983 nach dem Video Game Crash gegründet, dem sein alter Arbeitgeber Boone Corporation zum Opfer gefallen war. Er setzte zunächst auf das Adventure-Genre und entwickelte gemeinsam mit Michael Cranford eine Engine namens ADVENT, die nach und nach weiterentwickelt wurde. Vorgänger von Tass Times in Tonetown waren Mindshadow (1984), The Tracer Sanction (1984) und Borrowed Time (1985). In technischer Hinsicht wurden für Tass Times in Tonetown gegenüber den „Vorgängern“ die als Text dargestellten Befehle durch Icons ersetzt und die Bilder der Spielumgebung interaktiv gestaltet. Da Fargo erkannte, dass weder er noch einer seiner Angestellten ein geeigneter Autor für die text- und inhaltslastigen Adventurespiele war, engagierte er freie Mitarbeiter für die Skripte. Im Falle von Tass Times in Tonetown war dies Michael Berlyn mit seiner Consultingfirma Brainwave Creations. Berlyn war zuvor für Penguin Software und Infocom als Autor von Textadventures tätig gewesen. Für Tass Times in Tonetown ließ Fargo ihm in kreativer Hinsicht freie Hand; am Skript schrieb auch Berlyns Frau Muffy mit.
Arbeitstitel des Spiels während des Entwicklungsprozesses war Ennio: The Legend Begins. Der Charakter Ennio wurde nach einem Hund aus der Nachbarschaft von Berlyn modelliert; der Name „Ennio“ ist dem Filmkomponisten Ennio Morricone entliehen. Die durch die Stadt Tonetown repräsentierte Parallelwelt stellt in einigen Ausprägungen eine Satire auf die Popkultur der 1980er-Jahre dar. Um sie deutlich von der realen Welt abzuheben, entwickelte Berlyn einen rudimentären Dialekt aus Begriffen, die in Tonetown konsequent an Stelle von englischen Begriffen verwendet werden. Das „Tass“ aus dem Titel des Spiels steht beispielsweise im Tonetown-Slang für „cool“ oder „lässig“. Das britische Magazin Zzap!64 zog diesbezüglich Vergleiche zum Neusprech aus George Orwells Roman 1984. Dem Originalspiel lag eine gedruckte Ausgabe der fiktiven Tageszeitung Tonetown Times bei, die vom täglichen Geschehen in der Parallelwelt berichtete, für zusätzliche Immersion in die Spielwelt sorgte und durch Referenzierung im Spiel als Kopierschutz fungierte. Tass Times in Tonetown war das erste Spiel, das für den im September 1986 erschienenen Apple IIgs veröffentlicht wurde.
Nach Tass Times in Tonetown brach Fargo mit dem Adventure-Genre und widmete sich primär seiner finanziell sehr erfolgreichen Bard’s-Tale-Rollenspiel-Serie. Michael Berlyn gründete in den 1990er-Jahren das Entwicklungsstudio Eidetic, das u. a. für die PlayStation-Spieleserie Syphon Filter verantwortlich zeichnete.

## Rezeption
Zeitgenössische Reviews äußerten sich in der Regel sehr positiv über die bahnbrechende Technik und das unverbrauchte Setting des Spiels. Das Compute! Magazine sah in der Summe aus „superben“ Grafiken der Amiga-Version und dem ungewöhnlichen Setting ein „faszinierendes, neues Spiel“. Das britische Zzap!64-Magazin bezeichnete das Spiel als „verrückt, auf intelligente Art und Weise allegorisch, lustig und süchtig machend“. Boris Schneider stellte für die Happy Computer heraus, dass die Story die Genres Science-Fiction, Fantasy und Krimi streife, aber dennoch etwas komplett Neues darstelle. Er lobte die technische Umsetzung der C64-Version, die im Gegensatz zu den Versionen für Atari ST und Amiga die Hardware voll ausnutze. Schneider bemängelte das Steuerungssystem, das die Nutzbarkeit via Maus oder Joystick nur vorgaukle. Happy-Computer-Redakteur Gregor Neumann kritisierte zusätzlich die Steuerungsicons, die „klotzig“ gestaltet und nicht intuitiv erfassbar seien. Max Magenauer bescheinigte dem Parser des Spiels in einer Retrospektive des Amiga Joker „annähernd Infocom-Qualität“. Er lobte die „revolutionäre Steuerung“, die „witzige Präsentation“ und die „abgefahrene Story“ des Spiels und kritisierte lediglich, dass das Gameplay sieben Jahre nach Veröffentlichung „leicht antiquiert“ wirke. Generell wird Tass Times in Tonetown in Retrospektiven deutlich negativer bewertet. Das Netzmagazin Hardcore Gaming 101 ordnet beispielsweise Tass Times in Tonetown zwar ludohistorisch als Bindeglied zwischen den bis damals vorherrschenden Textadventures und den ab 1986 immer bedeutender werdenden Grafikadventures ein. Das Magazin bezeichnet das Spiel als „Kult-Klassiker“, zielt dabei aber primär auf die technische Vorreiterrolle und das ungewöhnliche Setting ab, denn es kritisiert eine auffällige Leere der Spielwelt abseits der Stadt Tonetown sowie einen generischen Plot. Auch das Interface wird kritisiert: Einige der Icons hätten nur wenig Sinn oder müssten nach dem Anklicken um manuelle Texteingaben ergänzt werden, außerdem sei das Fenster für die Textausgabe zu klein. Schließlich kritisiert Hardcore Gaming, dass Autor Berlyn „so ziemlich jede Designsünde von Adventures der 1980er-Jahre“ begangen habe, von unlogischen Rätseln über Inventarmanagement bis hin zu Sackgassen, die dazu führen, dass das Spiel nicht mehr gewonnen werden kann. In Summe sei Tass Times in Tonetown voller Kinderkrankheiten und mithin nicht der Meilenstein in der Evolution des Grafikadventures, als der es in der Presse mitunter gesehen werde. Auch der Ludohistoriker Jimmy Maher kritisierte ein durch technische Innovation nur unzureichendes kaschiertes Gameplay. Neben diversen Designfehlern und Problemen mit dem Interface stellte er heraus, dass Berlyns Schreibstil analog zu seinen Arbeiten für Infocom (u. a. Suspended, Infidel und Cutthroats) eher funktionell sei.